# 陳浩瑋
陳浩瑋（Chen Hao-Wei，1992年4月30日—），中華民國職業足球員，阿美族，司職前锋、边锋，曾效力於中国足球甲级联赛球隊北京北控，目前效力中国足球甲级联赛球會青島紅獅。

## 俱乐部生涯
陳浩瑋出生于中華民國花蓮縣新城鄉，在復興國小就讀就開始練習足球，國中、高中分別在花蓮的足球名校美崙國中、花蓮高農踢球。2009年至2010年曾由中華足協推薦，短暫在巴西聖保羅州球隊摩吉米林青年隊接受足球培训。陳浩瑋高中畢業后考入臺北市立體育學院，并進入校隊參加大學聯賽和城市足球聯賽，表現出色，在2011賽季當選為聯賽最佳11人球員。
2011年，中國足球超級聯賽球隊北京國安的球探在龍騰盃國際足球邀請賽發現陳浩瑋的潛力，并將他推薦給同城的中甲球隊北京八喜。2011年12月，陳浩瑋和吳俊青、溫智豪一起接受邀請前往北京八喜試訓。陳浩瑋的表現得到北京八喜主教練崔恩郎的認可，最終獲得一份為期兩年的合約。
他和加盟深圳紅鑽的陳柏良一起成為首批加盟中國大陸職業聯賽的台灣球員。在2012賽季中甲聯賽前兩輪，陳浩瑋並沒有得到出場機會。3月25日，他在中甲聯賽預備隊第一輪比賽中射進一球，幫助北京八喜預備隊3比1擊敗瀋陽沈北預備隊。陳浩瑋在預備隊的精彩表現使得他在3月31日北京八喜主場對陣延邊長白虎的聯賽第三輪比賽獲得首發機會。他在比賽第39分鐘和第72分鐘梅開二度，幫助北京八喜2比1戰勝對手。他也成為第一位在中國大陸職業足球聯賽中進球的台灣籍球員。6月2日，他在2012年中國足協盃第二輪比賽中射進北京八喜在此次賽事中的唯一一個進球，最終八喜隊1比2不敵中甲球隊北京理工大學被淘汰。7天后，他取得個人的第三個中甲聯賽進球，幫助北京八喜2比1逆轉成都謝菲聯，終結連續八場不勝的尷尬記錄。
2018年，陳浩瑋因在北京北控缺乏上場機會而選擇離隊，離隊後前往西班牙學習、練球並尋找機會，也一度有西班牙三、四級聯賽球隊及印度球隊提出邀約。但考慮到待遇及環境，陳浩瑋在各地尋求機會約半年後於2019年返回台灣加盟航源F.C.。
2019年7月，陳浩瑋加盟港超球隊東方龍獅。2019年8月31日東方龍獅作客元朗，陳浩瑋後備入替，初次為新球隊上陣。
2020年12月，由於家人身體出狀況，跟球隊商討後，陳浩瑋決定提前離隊。翌年1月決定加盟台中FUTURO。
2023年7月，加盟中国足球甲级联赛球會東莞莞聯。

## 國家隊生涯
陳浩瑋曾入選過中華台北各級國家青年隊。2011年初，他代表中華台北奧運男子足球隊參加2012年奧運足球比賽亞洲區男子資格賽第一輪比賽，最終中華台北兩回合0比3不敵約旦國奧隊而被淘汰。
2011年，陳浩瑋被招入中華台北足球代表隊名單，參加2012年亞足聯挑戰盃資格賽。3月25日，他在第二輪資格賽最后一場比賽中華台北0比2不敵巴基斯坦的比賽替補张涵出場，第一次在國際A級比賽中亮相。年中他還入選了中華台北參加2014年世界盃外圍賽亞洲區第一輪比賽的大名單，但沒有出場。2012年12月1日，在香港舉行的2013年東亞盃資格賽，於對朝鮮的比賽第79分鐘踢進個人在國家隊的第一球，也是中華台北隊整場比賽中唯一入球。2015年10月9日，陳浩瑋上下半場各入一球繳出「梅開二度」協助中華台北在友誼賽中擊敗澳門。 2016年6月2日，2019年亞洲盃資格賽，中華台北主場對柬埔寨，陳浩瑋進攻時，被裁判判假摔拿到第2張黃牌被趕出場。
2017年10月10日對巴林在補時階段，送出絕殺的關鍵助攻。2-1中華隊逆轉擊敗巴林。被譽為台灣近年來盤帶能力最好的球員。
2019年6月11日對香港的比賽中，獨進兩球，贏得中華隊對香港隊48年來的首次勝利。

## 出場記錄
最后更新 ：2021年2月1日
| 賽季    | 球隊         | 聯賽名稱             | 聯賽 等級 | 聯賽 | 聯賽 | 盃賽 | 盃賽 | 總計 | 總計 |
| 賽季    | 球隊         | 聯賽名稱             | 聯賽 等級 | 出場 | 進球 | 出場 | 進球 | 出場 | 進球 |
| ------- | ------------ | -------------------- | --------- | ---- | ---- | ---- | ---- | ---- | ---- |
| 2010    | 北體ASICS    | 全國城市足球聯賽     | 1         | ?    | ?    | -    | -    | ?    | ?    |
| 2011    | 北體鴻鑫     | 全國城市足球聯賽     | 1         | ?    | ?    | -    | -    | ?    | ?    |
| 總計    | 總計         | 總計                 | 總計      | ?    | ?    | -    | -    | ?    | ?    |
| 2012    | 北京八喜     | 中國足球協會甲級聯賽 | 2         | 17   | 4    | 1    | 1    | 18   | 5    |
| 2013    | 北京八喜     | 中國足球協會甲級聯賽 | 2         | 13   | 0    | 0    | 0    | 13   | 0    |
| 2014    | 北京八喜     | 中國足球協會甲級聯賽 | 2         | 9    | 0    | 1    | 0    | 10   | 0    |
| 2015    | 北京北控燕京 | 中國足球協會甲級聯賽 | 2         | 18   | 4    | 6    | 0    | 24   | 4    |
| 2016    | 北京北控燕京 | 中國足球協會甲級聯賽 | 2         | 24   | 2    | 2    | 1    | 26   | 3    |
| 2017    | 北京北控燕京 | 中國足球協會甲級聯賽 | 2         | 14   | 0    | 1    | 0    | 15   | 0    |
| 2018    | 北京北控燕京 | 中國足球協會甲級聯賽 | 2         | 4    | 0    | 1    | 0    | 5    | 0    |
| 2019    | 航源 F.C.    | 台灣企業甲級足球聯賽 | 1         | 9    | 4    | 0    | 0    | 9    | 4    |
| 2019/20 | 東方龍獅     | 香港超級聯賽         | 1         | 8    | 0    | 8    | 3    | 16   | 3    |
| 2020/21 | 東方龍獅     | 香港超級聯賽         | 1         | 1    | 0    | 1    | 0    | 2    | 0    |
| 2021    | 台中FUTURO   | 台灣企業甲級足球聯賽 | 1         |      |      |      |      |      |      |
| 总计    | 总计         | 总计                 | 总计      | 117  | 14   | 21   | 5    | 138  | 19   |

## 國家隊記錄

### 出賽記錄
| 中華台北                 | 中華台北 | 中華台北 | 中華台北 |
| 年度                     | 出賽     | 進球     | 參考     |
| ------------------------ | -------- | -------- | -------- |
| 2011                     | 4        | 0        | [ 17 ]   |
| 2012                     | 4        | 1        | [ 17 ]   |
| 2013                     | 0        | 0        | [ 17 ]   |
| 2014                     | 3        | 1        | [ 17 ]   |
| 2015                     | 8        | 2        | [ 17 ]   |
| 2016                     | 7        | 1        | [ 17 ]   |
| 2017                     | 8        | 1        | [ 17 ]   |
| 2018                     | 8        | 0        | [ 17 ]   |
| 2019                     | 7        | 2        | [ 17 ]   |
| 總計                     | 49       | 8        | [ 17 ]   |
| 最後更新於2019年10月15日 |          |          |          |
| 中華臺北U23              |          |          |          |
| 2011                     | 2        | 0        |          |
| 總計                     | 2        | 0        |          |

### 進球記錄
- 仅列出国际A级比赛进球

| 时间           | 地点   | 主队     | 比分  | 客队     | 赛事                           | 进球 | 累計進球 |
| -------------- | ------ | -------- | ----- | -------- | ------------------------------ | ---- | -------- |
| 2012年12月1日  | 香港   | 中華臺北 | 1 - 6 |          | 2013年東亞盃資格賽             | 1    | 1        |
| 2014年11月13日 | 臺北市 | 中華臺北 | 1 - 2 | 關島     | 2015年東亞盃資格賽             | 1    | 2        |
| 2015年10月9日  | 臺北市 | 中華臺北 | 5 - 1 | 澳門     | 國際友誼賽                     | 2    | 4        |
| 2016年10月11日 | 高雄市 | 中華臺北 | 2 - 1 | 东帝汶   | 2019年亞洲盃資格賽附加賽第二輪 | 1    | 5        |
| 2017年10月5日  | 臺北市 | 中華臺北 | 4 - 2 | 蒙古国   | 國際友誼賽                     | 1    | 6        |
| 2019年6月11日  | 香港   | 香港     | 0 - 2 | 中華臺北 | 國際友誼賽                     | 2    | 8        |

最後更新於2019年6月11日

## 榮譽
東方
- 香港超級聯賽亞軍（2019-20季度）
- 香港足總盃冠軍（2019-20季度）
- 香港高級組銀牌冠軍（2019-20季度）

航源
- 台灣企業甲級足球聯賽季軍（2019年）
- 亞洲足協盃小組賽（2019年）

台中FUTURO
- 台灣企業甲級足球聯賽亞軍（2022年）

國家隊
- 東亞足球錦標賽第一圈外圍賽冠軍（2017年）
- 和平盃亞軍（2012年）

## 外部連結
- 陳浩瑋在national-football-teams.com的球員資料
- 香港足球總會網頁球員註冊資料 （页面存档备份，存于）